# Hyperplasie
Die Hyperplasie (von altgriechisch ὑπέρ (hyper) = über und πλάσις (plasis) = Bildung, Form, neugriechisch υπερπλασία, neulateinisch hyperplasia „übermäßige Zellbildung“) ist eine durch Vermehrung normaler Zellen eines Lebewesens gebildete Wucherung von Gewebe. Als medizinische Bezeichnung ist es eine Vergrößerung eines Gewebes oder Organs durch vermehrte Zellteilung und eine damit verbundene außerordentliche Erhöhung der Zellanzahl im Sinne einer allgemeinen Dysplasie. Das Gegenteil der Hyperplasie ist die Hypoplasie.

## Begriffsabgrenzung
Die Begriffe Hyperplasie und Neoplasie sind nicht eindeutig voneinander zu trennen, da unter Neoplasien nicht nur bösartige Tumoren, sondern auch gutartige, nicht metastasierende Zellneubildungen verstanden werden. Allerdings ist eine Hyperplasie deutlich von der Hypertrophie zu unterscheiden, bei welcher ein Organ nur durch Vergrößerung seiner einzelnen Zellen an Größe zunimmt.

## Ursache und Formen

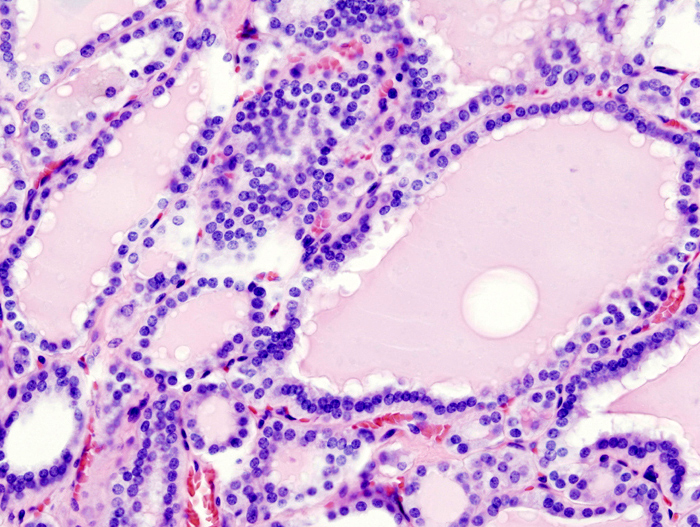
Histopathologisches Bild einer diffusen Hyperplasie der Schilddrüse (HE-Färbung)
Klinisch: Hyperthyreose

Eine Hyperplasie kann physiologische oder pathologische Ursachen haben. Sie kann sowohl Funktionsgewebe (Parenchym) als auch Bindegewebe (Stroma) betreffen. Klassische Beispiele für Hyperplasien sind Warzen, Gebärmutterpolypen (Zervix-Hyperplasie) und die Vergrößerung der Prostata (benigne Prostatahyperplasie), bei welcher das Funktionsgewebe des Organs an Zellzahl zunimmt und sich dadurch vergrößert. Auch das Wachstum von Bindegewebe bei der Wundheilung ist eine Hyperplasie.

### Weitere Differenzierung
- Adenom / adenomatöse Hyperplasie (eine gutartige Geschwulst aus Schleimhaut oder Drüsengewebe, die generell jedes Organ betreffen kann)
- angiolymphoide Hyperplasie
- atypische Hyperplasie
- Fokale epitheliale Hyperplasie
- fokale noduläre Hyperplasie
- foveoläre Hyperplasie
- glandulär-zystische Hyperplasie
- lymphoide Hyperplasie
- polypöse Hyperplasie
- hemimandibuläre Hyperplasie (partielle oder nur den Gelenkbereich betreffende Riesenwuchsformen im Bereich des Unterkiefers ohne Mittellinienverschiebung des Kinns zur Gegenseite[2][3])